# Gmina Rajcë
Gmina Rajcë (alb. Komuna Rajcë lub Rrajcë) – gmina  położona w środkowej części Albanii. Administracyjnie należy do okręgu Librazhd w obwodzie Elbasan. W 2011 roku populacja gminy wynosiła 8421 w tym 4124 kobiety oraz 4297 mężczyzn, z czego Albańczycy stanowili 90,08% mieszkańców.
W skład gminy wchodzi siedem miejscowości: Rajcë, Sutaj, Skenderbej, Bardhaj, Katjel, Kotodesh, Urak.